# Nudosia fuscifusca
Nudosia fuscifusca là một loài bướm đêm thuộc phân họ Arctiinae, họ Erebidae.